# Jean-Pierre Léaud
Jean-Pierre Léaud, född 28 maj 1944 i Paris, är en fransk skådespelare. Han har bland annat spelat samtliga roller som Antoine Doinel i François Truffauts filmer.

## Filmografi i urval
- 1959 – De 400 slagen
- 1960 – Orfeus testamente
- 1966 – Maskulinum – femininum
- 1967 – Starten
- 1967 – Kinesiskan
- 1968 – Stulna kyssar
- 1969 – Svinstian
- 1970 – Älskar – älskar inte
- 1971 – Två systrar och Claude
- 1972 – Sista tangon i Paris
- 1973 – Mamman och horan
- 1979 – Kärlek på flykt
- 1990 – I Hired a Contract Killer
- 1992 – Bohemernas liv
- 2001 – Vad är klockan i Paris?
- 2011 – Mannen från Le Havre
- 2012 – Camille mellan två åldrar